# Berijev
Letalsko podjetje Berijev  (rusko Таганрогский авиационный научно-технический комплекс им. Г. М. Бериева») je ruski proizvajalec letal. Podjetje (OKB-49 Berijev) je bilo ustanovljeno v Taganrogu leta 1934, vodja je bil Georgij Mihajlovič Berijev. Leta 1942 se je umaknilo v Krasnojarsk, da bi se izognilo uničenju v času nemškega napada, v Taganrog pa se je vrnilo leta 1945. Berijev je večinoma specializiran v proizvodnji vodnih letal. Podjetje ima okrog 3.000 zaposlenih in je od leta 2006 del korporacije United Aircraft Corporation (OAK).

## Letala
- Antonov An-30 "Clank", letalo za aerofotografijo, na osnovi Antonov An-24
- Berijev A-40 'Albatros', amfibijsko letalo
- Berijev A-50 'Šmel', leteči radar na osnovi tovornega Iljušin Il-76, NATO oznaka: Mainstay
- Berijev A-60, leteči laser na osnovi tovornega Iljušin Il-76, 1981
- Berijev A-100, leteči radar na osnovi tovornega Iljušin Il-76, naslednik A-50 in A-50U
- Berijev Be-1, prototipno letalo. ki izkorišča talni efekt
- Berijev Be-2, vodno letalo
- Berijev Be-4, leteči čoln s parasol krilom
- Berijev Be-6 "Madge", gasilni leteči čoln
- Berijev Be-8 "Mole", amfibijsko letalo
- Berijev Be-10 "Mallow", reaktivni leteči čoln
- Berijev Be-12 'Čajka', amfibijsko letalo, podobno Canadair CL-415 NATO oznaka: "Mail"
- Berijev Be-30 "Cuff", regionalno potniško letalo
- Berijev Be-101 predlagano lahko amfibijsko letalo
- Berijev Be-103 Bekas, lahko amfibijsko letalo
- Berijev Be-112 predlagano dvomotorno lahko amfibijsko letalo
- Berijev Be-200 Altair, veliko amfibijsko letalo
- Berijev Be-32 "Cuff", večnamensko letalo
- Berijev A-42 Albatros, izboljšan A-40, NATO oznaka: "Mermaid"
- Berijev A-42PE Albatros, SAR letalo s propfan motorji, NATO oznaka "Mermaid"
- Berijev Be-2500 Neptune, predlagano supertežko tovorno amfibijsko letalo s težo 2500 ton
- Berijev MBR-2 "Mote", izvidniški leteči čoln
- Berijev MBR-7, bombniški leteči čoln
- Berijev MDR-5, bombniški leteči čoln z dolgim dosegom
- Berijev R-1, eksperimentalni reaktivni leteči čoln
- Bartini Berijev VVA-14, amfibijsko protipodmorniško letalo
- Tupolev Tu-142MR "Bear-F / -J"